# アレクサンドラ・イェグディッチ
アレクサンドラ・イェグディッチ（セルビア語: Александра Јегдић、ラテン文字転写: Aleksandra Jegdić、1994年10月9日 - ）は、セルビアの女子バレーボール選手。セルビア代表。

## 来歴

### クラブチーム
ベオグラード出身。2011年、Radnički Beogradへ入団。2012年、OK Kolubara Lazarevacへ移籍し1年間プレーした。2013年、OK Železničarへ移籍し1年間プレーした。2014年、再びRadnički Beogradと契約し1年間プレーした。2015年、ŽOK Spartakへ移籍し、2015/16シーズンのセルビア国内リーグでは3位となった。2018年5月、ドイツのSCポツダムと契約し、5年間在籍し、2018/19シーズンのブンデスリーガで3位、2021/22、2022/23シーズンのブンデスリーガでは準優勝を果たした。2023年6月、ドレスナーSCへの移籍が発表され、2023/24シーズンのブンデスリーガでは3位となった。2024年、ルーマニアのRapid Bucureștiへ移籍した。

### 代表チーム
2022年、シニア代表に初選出され、同年9-10月の世界選手権に出場し金メダルを獲得した。2023年、ネーションズリーグに出場した。同年の欧州選手権に出場し銀メダルを獲得した。

## 球歴
- 世界選手権 - 2022年
- 欧州選手権 - 2023年
- ネーションズリーグ - 2023年
- オリンピック予選 - 2023年

## 所属クラブ
- Radnički Beograd（2011-2012年）
- OK Kolubara Lazarevac（2012-2013年）
- OK Železničar（2013-2014年）
- Radnički Beograd（2014-2015年）
- ŽOK Spartak（2015-2018年）
- SCポツダム（2018-2023年）
- ドレスナーSC（2023-2024年）
- Rapid București（2024年-）